# Dinu Lipatti
Constantin Lipatti, detto Dinu (Bucarest, 19 marzo 1917 – Ginevra, 2 dicembre 1950), è stato un pianista e docente rumeno la cui carriera fu tragicamente interrotta all'età di 33 anni a causa di un linfoma di Hodgkin, all'epoca non ancora curabile.

## Biografia
Nato a Bucarest in una famiglia di musicisti (il padre era un violinista dilettante che aveva studiato con Pablo de Sarasate e Carl Flesch, la madre una pianista e il suo padrino di battesimo, George Enescu, era un violinista e compositore di fama internazionale), completò la sua formazione musicale al conservatorio cittadino, partecipando sedicenne ai primi concorsi pianistici che lo fecero notare ad alcuni personaggi come Alfred Cortot, che rimase colpito dalle sue capacità nel corso del Concorso Internazionale per pianisti di Vienna nel 1934, dove arrivò secondo. Tale piazzamento causò le dimissioni dalla giuria di Cortot stesso, che riconobbe in Lipatti un nuovo talento ingiustamente disconosciuto, e il trasferimento a Parigi del giovane che, sotto la guida di Cortot, studiò composizione con Nadia Boulanger e con Paul Dukas e direzione d'orchestra con Charles Münch.
La seconda guerra mondiale pose fine al periodo parigino e, nel 1939, dopo il ritorno in Romania, sposò la pianista Madeleine Cantacuzene con la quale lasciò di nuovo il paese natale nel 1943 per stabilirsi in Svizzera, continuando l'attività concertistica in Europa e conquistando la cattedra di docente di pianoforte al Conservatorio di Ginevra, dal 1944 al 1949.
Nel 1944 suona con la moglie nella prima esecuzione assoluta nel Grand Théâtre di Ginevra di "Danse de la peur" di Frank Martin.
I sintomi del linfoma di Hodgkin si manifestarono durante la permanenza svizzera per cui le costrizioni della salute fisica lo spinsero a rinunciare a numerose tournée (tra le quali una negli Stati Uniti d'America): le spese mediche gli furono sovvenzionate da amici musicisti tra i quali il violinista Yehudi Menuhin, lo stesso Münch e il compositore Igor' Fëdorovič Stravinskij.
Nel settembre 1950 tiene l'ultimo concerto a Besançon.
Morì il 2 dicembre 1950 all'età di 33 anni a Ginevra. Fu sepolto nel cimitero di Chêne-Bourg, un sobborgo di Ginevra vicino al confine francese. Lì riposa accanto alla moglie Madeleine, la quale divenne insegnante di pianoforte dopo la morte del marito.
Fu eletto membro dell'Accademia romena nel 1997.

## Stile
Attento all'equilibrio formale compositivo, Lipatti ricercò anche un equilibrio melodico facendo leva sul dominio della propria tecnica pianistica, al contrario del maestro Cortot che riversava nelle composizioni lo sfogo della propria personalità. Non a caso le sue composizioni sono in stile neoclassico, mentre nelle esecuzioni si caratterizzò per un certo pudore nel riproporre alcuni compositori come Beethoven, al contrario dei più suonati Scarlatti, Bach, Mozart, Schubert, Fryderyk Chopin, Schumann, Liszt, Ravel, Grieg, Enescu

## Incisioni principali
- 1939 - Brahms: Liebesliederwalzer op. 52 (per pianoforte a quattro mani) con Nadia Boulanger.
- 1947 - Schumann: Concerto per pianoforte e orchestra in la minore op. 54. Philharmonia Orchestra, direttore Herbert von Karajan
- 1948 - Grieg: Concerto per pianoforte e orchestra in la minore op. 16. Philharmonia Orchestra, direttore Alceo Galliera
- 1950 - Chopin: Dinu Lipatti Plays The Waltzes Of Chopin, Columbia Masterworks/CBS - Grammy Hall of Fame Award 1998
- 1950 - Schumann: Concerto per pianoforte e orchestra in la minore op. 54. Orchestre de la Suisse Romande, direttore Ernest Ansermet
- 1950 - Final Recital at Besançon; musiche di Bach, Mozart, Schubert, Chopin

## Dischi

### CD
DINU LIPATTI: CHOPIN-BRAHMS-RAVEL-LISZT-ENESCO Compact disc Emi
CHOPIN: 14 VALZER, BARCAROLLE, NOTTURNO OP 27 N°2,MAZURKA OP 50 N°3 Compact Disc Emi
GRIEG PIANO CONCERTO - CHOPIN PIANO CONCERTO N°1 Compact Disc Emi
DINU LIPATTI: BACH-MOZART-SCARLATTI-SCHUBERT Compact Disc Emi
DINU LIPATTI & ERNEST ANSERMET: SCHUMANN PIANO CONCERTO OP 54 Compact Disc Emi
DINU LIPATTI LAST RECITAL: BACH-MOZART-SCHUBERT-CHOPIN Compact Disc Emi